# Witold Hurewicz
Ne doit pas être confondu avec Adolf Hurwitz.
Witold Hurewicz (29 juin 1904 – 6 septembre 1956) est un mathématicien polonais ayant travaillé dans le domaine de la topologie.

## Biographie
Né à Łódź dans l'Empire russe, Witold Hurewicz est le fils d'un industriel dans une famille juive. Après la Première Guerre mondiale et le retrait des troupes russes en 1915, l'université de Varsovie devient polonaise et l'école mathématique y participe au développement de la topologie. Cependant Hurewicz choisit de poursuivre ses études à Vienne.
Sous la direction de Hans Hahn et Karl Menger, il soutient sa thèse en 1926. Il reçoit une bourse Rockefeller qui lui permet d'assister Brouwer à Amsterdam à partir de 1928. En 1936, il a l'occasion de passer une année aux États-Unis. En visitant l’Institute for Advanced Study de Princeton, il décide de rester. Il échappe ainsi à la dégradation de la situation politique en Europe.
Il meurt en tombant d'une pyramide maya au cours d'une sortie pendant l’International Symposium on Algebraic Topology à Uxmal au Mexique. Le Dictionary of Scientific Biography le décrit comme quelqu'un « qui ne s'est jamais marié, un homme très cultivé et charmant, et un parangon d'étourderie, défaut qui l'a probablement conduit à la mort ».

## Œuvre
Travaillant d'abord à l'université de Caroline du Nord à Chapel Hill, il oriente ses recherches vers les mathématiques appliquées pour servir l'« effort de guerre » durant la Seconde Guerre mondiale. En particulier, il s'intéresse aux servomécanismes et ses résultats sont classifiés pour leur importance militaire. À partir de 1945 et jusqu'à la fin de sa vie il reste en poste au MIT.
Ses travaux antérieurs concernaient la théorie des ensembles et la topologie et notamment son « plongement des espaces métriques séparables dans des espaces compacts de même dimension finie ». La notion de dimension, centrale dans son travail, donne même lieu à la publication en 1941 de Dimension Theory, coécrit avec Henry Wallman (en).
Hurewicz est surtout connu pour sa définition des groupes d'homotopie supérieurs dans les années 1930, des suites exactes pour les groupes d'homotopie des espaces fibrés en 1941, et le théorème d'Hurewicz qui met en relation les groupes d'homotopie et d'homologie. Il participe ainsi à la fondation de l'algèbre homologique.
Son deuxième ouvrage, Lectures on Ordinary Differential Equations, ne parait qu'après sa mort, en 1958.